# Orostachys chanetii
Orostachys chanetii är en fetbladsväxtart som först beskrevs av Lev., och fick sitt nu gällande namn av Ernst Friedrich Berger. Orostachys chanetii ingår i släktet Orostachys och familjen fetbladsväxter. Inga underarter finns listade i Catalogue of Life.